# Музей Гутенберга
Музей Гутенберга – Швейцарский музей полиграфии и коммуникации является музеем швейцарской книжной индустрии в городе Фрибуре (Фрайбургe). Он был основан одновременно с Музеем Гутенберга в Майнце к 500-й годовщине со дня рождения Иоганна Гутенберга в 1900 году и на протяжении около 100 лет находился в Берне в помещении Корнхауза (Kornhaus). В связи с капитальным ремонтом музей должен был покинуть здание. Несколько городов предложили ему пристанище. Осенью 2000 года, в год, когда изобретение книгопечатания Гутенберга было объявлено  «изобретением тысячелетия», музей переехал на свое нынешнее место в бывший коммунальный Kornhaus Derrière-Notre-Dame ("амбар-позади-Нотр-Дама") в город Фрибур. Городское и кантональное двуязычие импонировало профилю музея коммуникации. 

## Зданиe музея
Построенное как раз в эпоху изобретения книгопечатания новое здание музея является самостоятельным объектом культурного наследия национального значения, но никогда не было связано с производством бумаги или с полиграфией. Оно находится непосредственно к северо-востоку от церкви Девы Марии и к востоку от Музея Жана Тэнгли. Почтовый адрес - Place Notre-Dame / Liebfrauenplatz 14-16. Далее на восток городская застройка заканчивается, поскольку здесь местность крутым обрывом уходит примерно на 40 метров вниз, к реке Зане (Сарине). Фундамент и стены подвала выполнены из грубо отесанных валунов, верхние этажи — из тесаного песчаника. Восточная внешняя стена является частью городской стены.

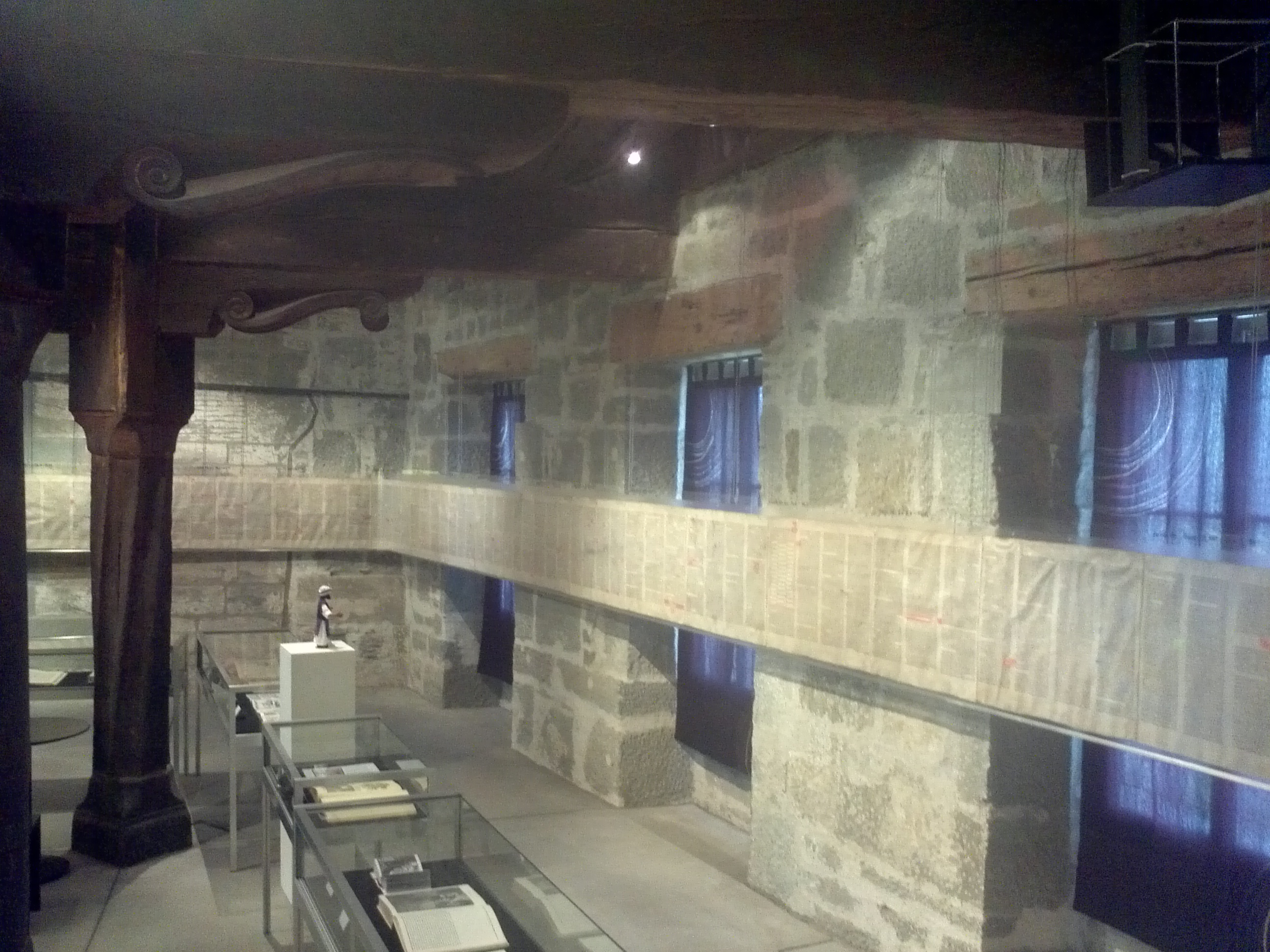
Части потолка с балками на первом этаже.

Нынешний музей Гутенберга состоит из двух старинных частей. Предшественником наиболее старой части были три жилых помещения, построенные в XIII веке, которые к югу были пристроены к другому зданию. В 1523-1527 года зодчим Петером Руффингером на этом месте был построен на старом фундаменте первой городской амбар. Во время пристройки второй, прямоугольной, части здания с шатровой крышей в XVI веке, старая часть подверглась значительным изменениям.
Основные элементы здания были обнажены при последней реконструкции внутри здания, чтобы ярче продемонстрировать историю его строительства и перестроек. Несколько мощных колонн из  песчаника и дубовые балки образуют сверхпрочные опоры внутри толстых стен здания. Деревенный орнамент принадлежит скульптор Хансу Гайлеру. В подвале и коридоре по старинным изображениям можно подробнее ознакомиться с истории архитектуры этого древнего зернохранилища. Старые фотографии документировать внешние изменения дома за последние 150 лет. Живым их свидетельством служат остатки древней лестницы.

## Полиграфическая индустрия во Фрибуре
| Период    | Печатники                 |
| --------- | ------------------------- |
| 1585-1597 | Абраам Гемперлин          |
| 1596-1605 | Гийом Maeсс               |
| 1606-1617 | Этьен Фило                |
| 1618-1651 | Гийом Дарбеле             |
| 1650-1676 | Давид Иррбиш              |
| 1677-1711 | Жан-Жак Квентц            |
| 1712-1736 | Иннокентий Теодорик Хаутт |
| 1736-1773 | Анри Игнац Никомед Хаутт  |
| 1774-1816 | Беат-Луи Пиллер           |
|           |                           |

Музей Гутенберга находится сегодня в одном из городов, сыгравших особую роль в развитии швейцарской полиграфической промышленности. В течение двух с половиной столетий существования полиграфии во Фрибуре от начал книгопечатания до последнего печатника под государственным контролем в 1816 году здесь работала только одна типография.  Вдохновителем как типографии, так и отдельной библиотеки считается Петер Канизиус, живший в городе с 1580 года и, среди прочего, учредивший в 1582 году Коллеж Св. Михаила.
Первому печатнику Абрааму Гемперлину город обязан первой известный здесь печатной книгой: "Fragstück des Christlichen Glaubens an die neuwe sectische Predigkandten / erstlich durch den hochgelehrten H. Johann Hayum… frantzoesisch beschriben; demnach durch Sebastian Werro… in das Teutsch gebracht; und mit angehencktem andern Theyl gemehret" Себастьяна Верроса (1585) и другими важными текстами начавшейся тогда контрреформации.
Основным заказчиком типографии было фрибургское духовенство, в частности иезуиты, епископат и город Фрибур, печатавший здесь официальные объявления. За период до 1816 года на сегодняшний день известно 1858 изданных здесь печатных изданий, из них 420 обширных книг с более чем 49 страницами.

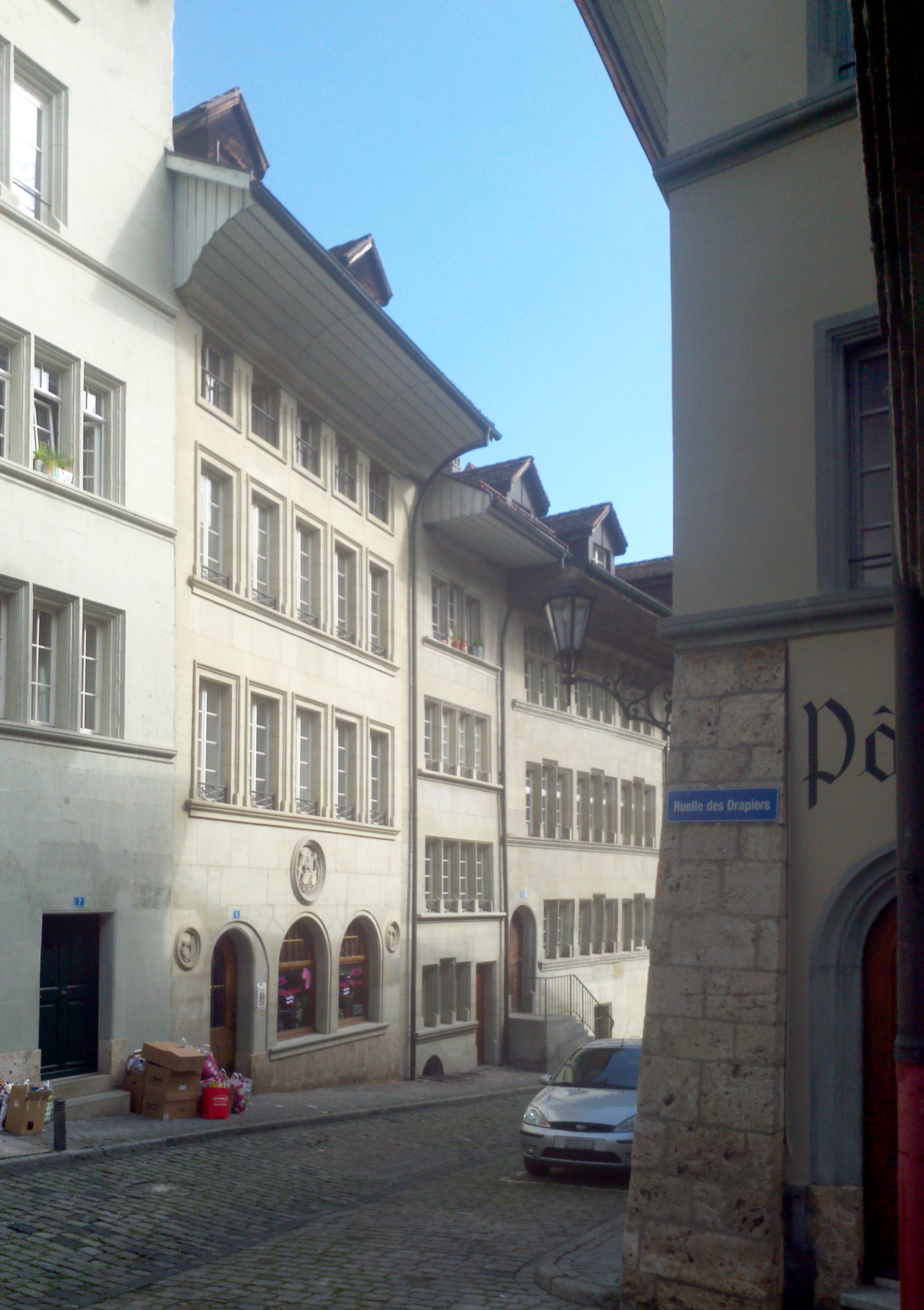
Рю д'Ор 9, место расположения типографии во время деятельности Ж.-Ж. Квентца.

Абраам Гемперлин происходил из Роттенбурга-на-Неккаре и был посвящен в печатное ремесло Амбросием Фробениусом в Базеле. Он начал с выполнения заказов для Фрибура и постепенно заставил город учредить собственную типографию. 
После поражения католиков в Вильмергенских войнах в 1712 году производство церковной литературы резко упало, поскольку некоторые территории, особенно Берн, попали под прогрессивно-реформаторский контроль. Десятитомная монументальная Histoire des Helvétiens по заказу барона Ф.-Ж.-Н. де Дальта Тиффенталя был спасительным для типографии заказом. С 1711 года начинает выходить кантональная периодика: Альманах, или Новый календарь, а с 1738 года — Субботний листок швейцарского Фрибура, считающийся первой  газетой в кантоне. Находившаяся в Марли (в 6 км от города) и функционировавшая до 1921 года бумажная фабрика была долгое время единственным поставщиком бумаги для типографии.

## Постоянная экспозиция

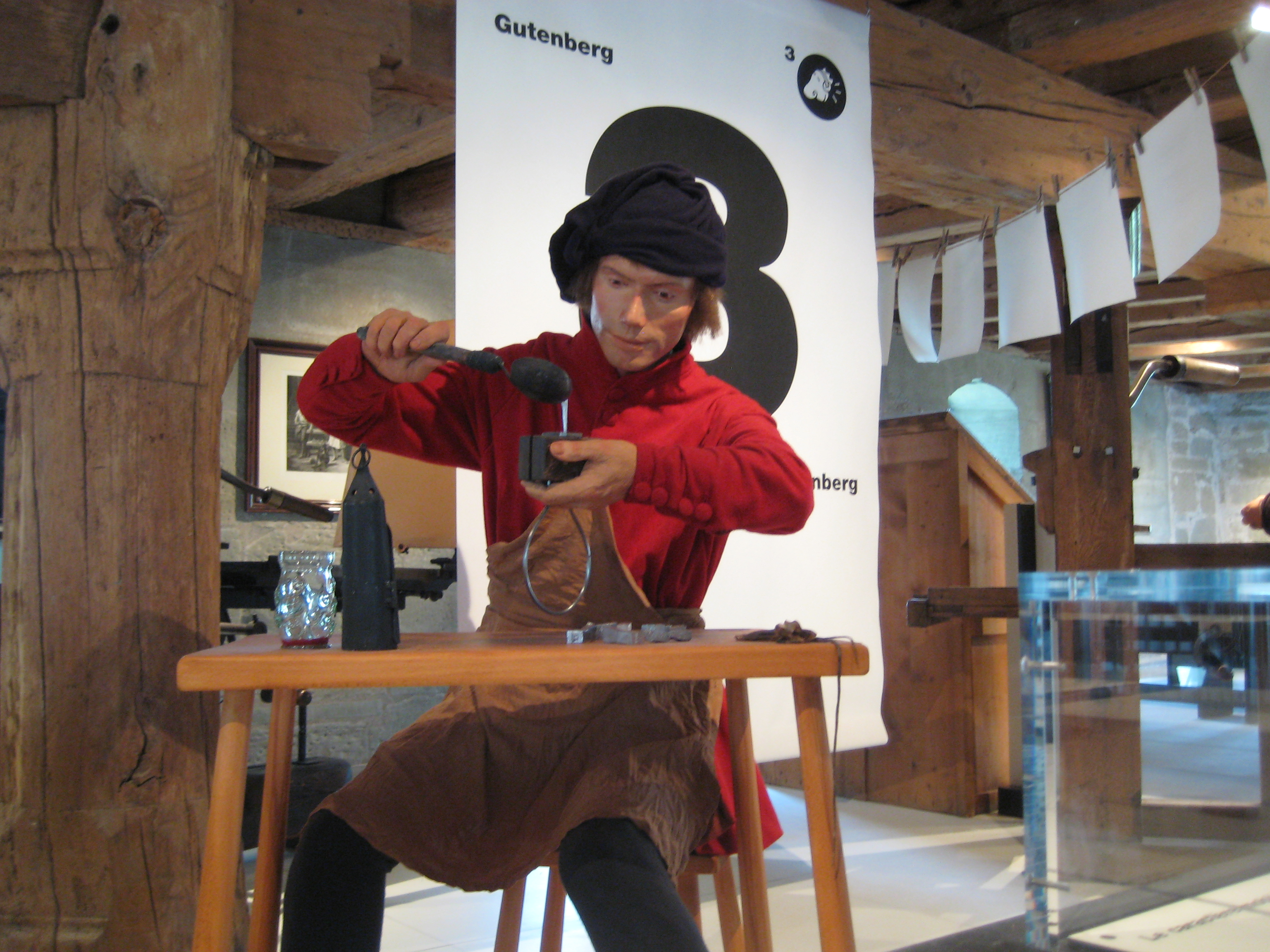
Историческая презентация отливки букв.
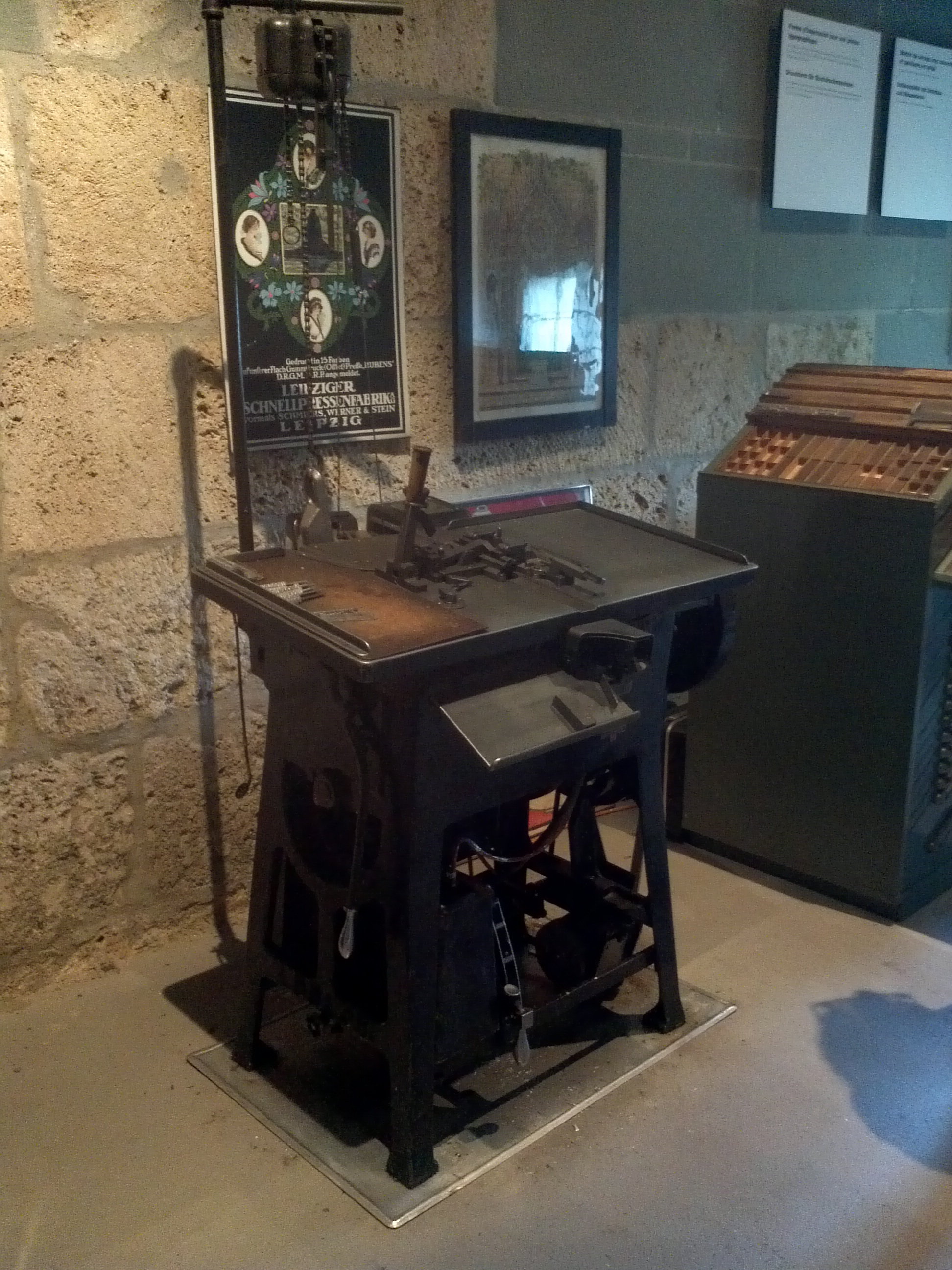
Устройство для набора заголовков.
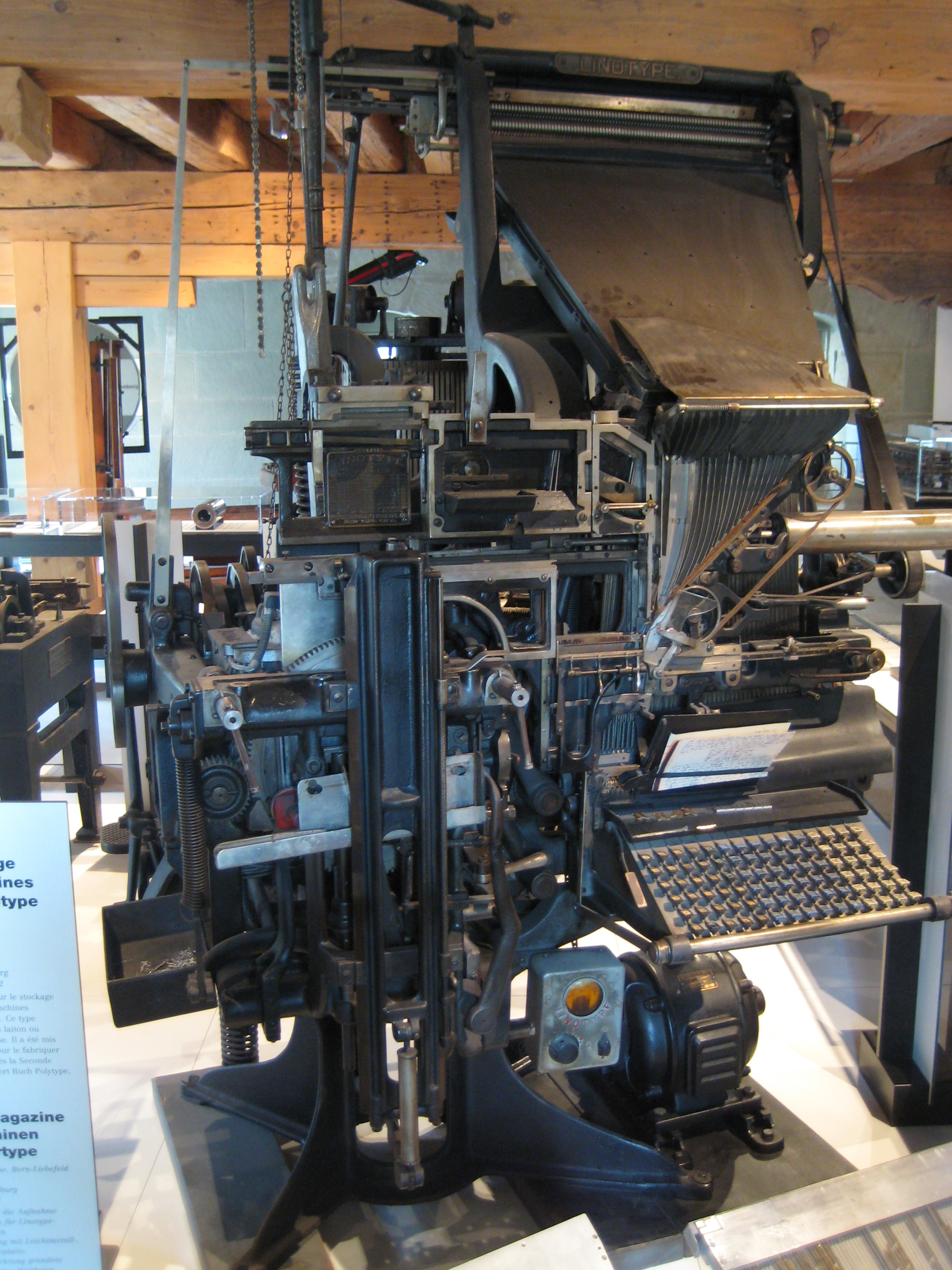
Линотипно-наборная машина, господствовавшая в типографском деле с конца XIX века, прежде всего в газетной печати.
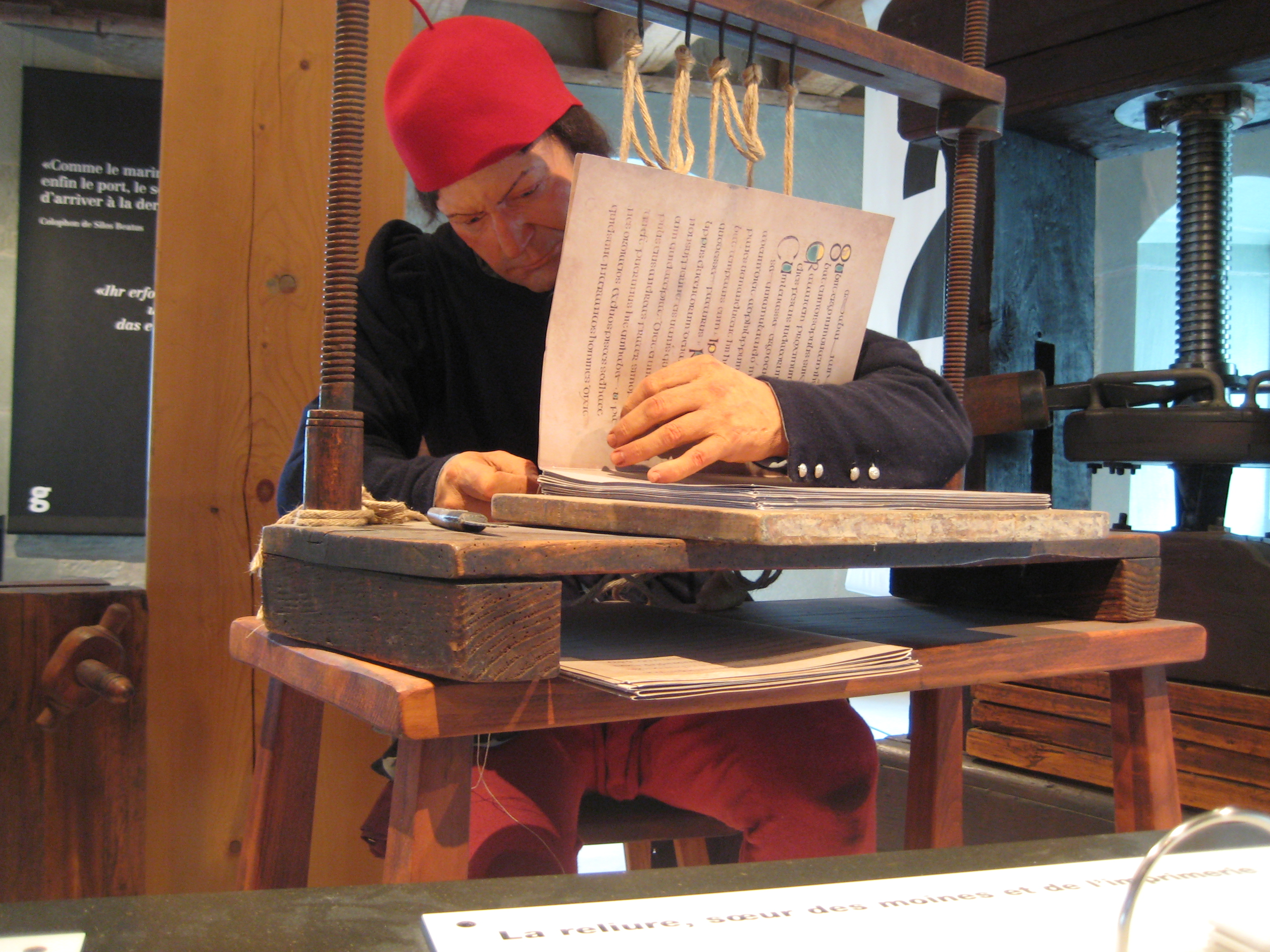
Восковая фигура переплетчика книги большого формата.

### Первый этаж и подвал
В подвальном этаже находится функционирующая типография, которая может использоваться для коммерческой и художественной печати. Все устройства и машины (прессы, линотипы и пр.) снабжены пояснительными текстовыми панелями. В будни работник типографии может дать индивидуальные или коллективные консультации или проводить экскурсии.
Здесь находится также полностью оснащенная переплетная мастерская, которая прекрасно иллюстрирует преимущественно кустарное переплетное искусство.

### Надземные этажи
Центральные выставочные площади расположены на втором и третьем этаже. Экспозиция посвящена здесь прежде всего истокам типографии, ремесленному и машинному книжному производству. На мансардном этаже показана история печати швейцарских бумажных денежных знаков.